# Jüdischer Friedhof (Bodenwerder)

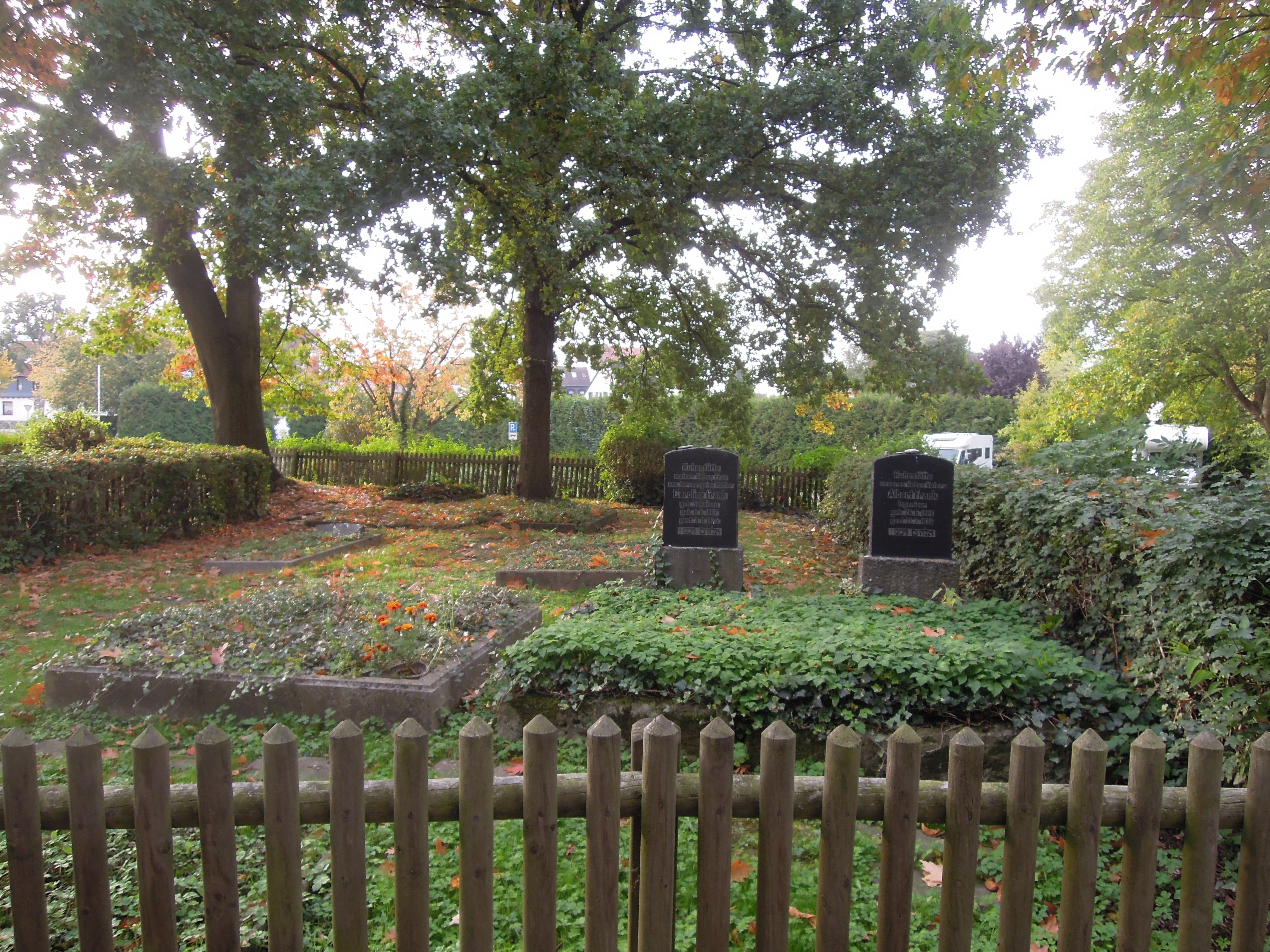
Jüdischer Friedhof in Bodenwerder

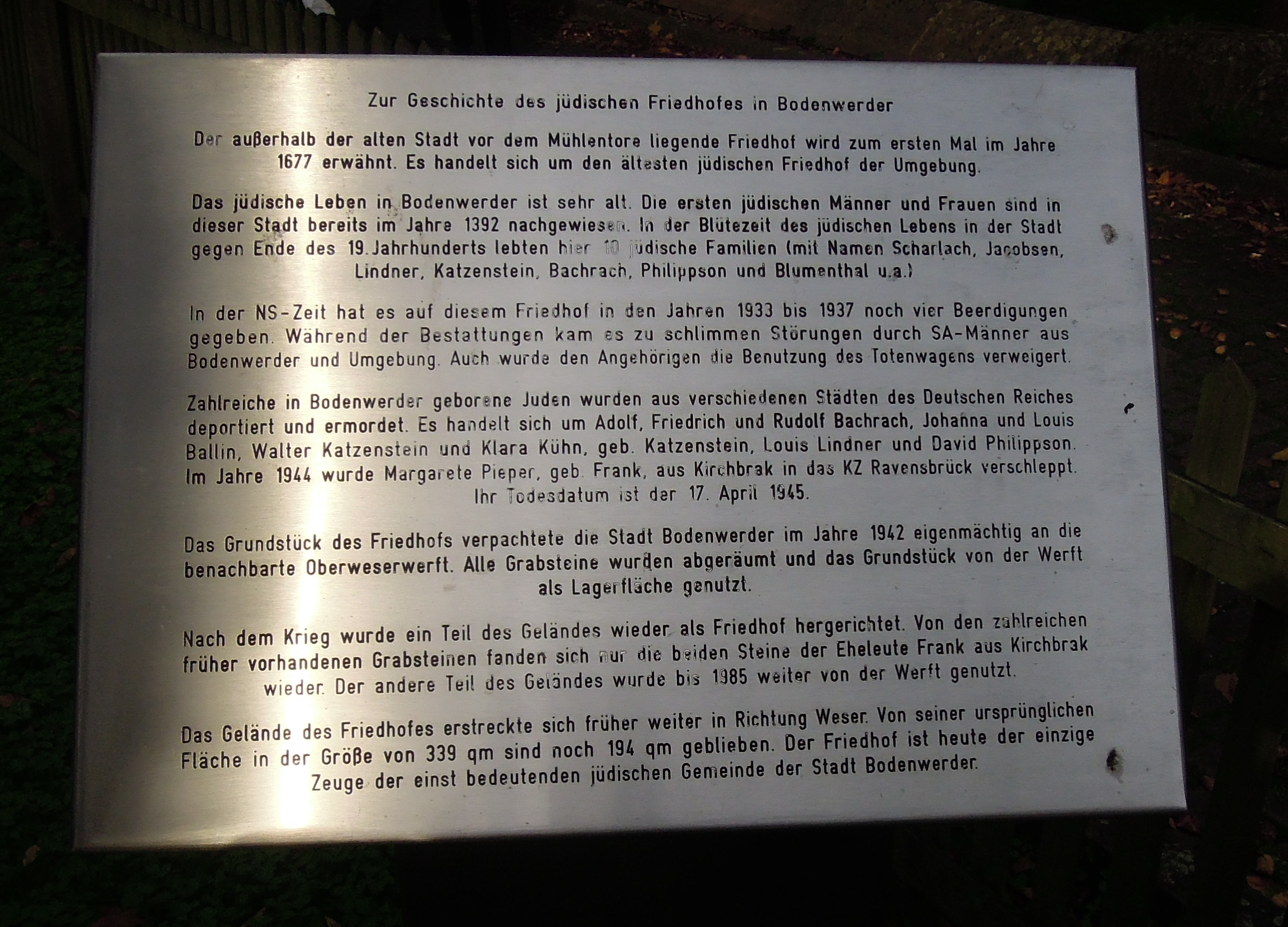
Gedenktafel mit Informationen zur Jüdischen Gemeinde und zum Friedhof

Der Jüdische Friedhof Bodenwerder ist ein jüdischer Friedhof in der Kleinstadt Bodenwerder (Samtgemeinde Bodenwerder-Polle) im niedersächsischen Landkreis Holzminden. Er ist ein geschütztes Kulturdenkmal.
Auf dem sehr kleinen Friedhof, der vor dem Mühlentor liegt und von 1677 bis 1937 belegt wurde, befinden sich „heute wieder 4 erhaltene“ Grabsteine, Es dürfte daher der älteste jüdische Friedhof in der Gegend sein.
Auf dem Friedhof, der um 1940 nach dem Entfernen der Grabsteine mit einer Kiesschicht abgedeckt als Lagerfläche für die angrenzende Werft diente, wurde 2005 eine Informationstafel aufgestellt, die die Geschichte des Friedhofs beschreibt.